# Hydraena bergeri
Hydraena bergeri är en skalbaggsart som först beskrevs av Emile Janssens 1972.  Hydraena bergeri ingår i släktet Hydraena och familjen vattenbrynsbaggar. Inga underarter finns listade i Catalogue of Life.